# Peckham

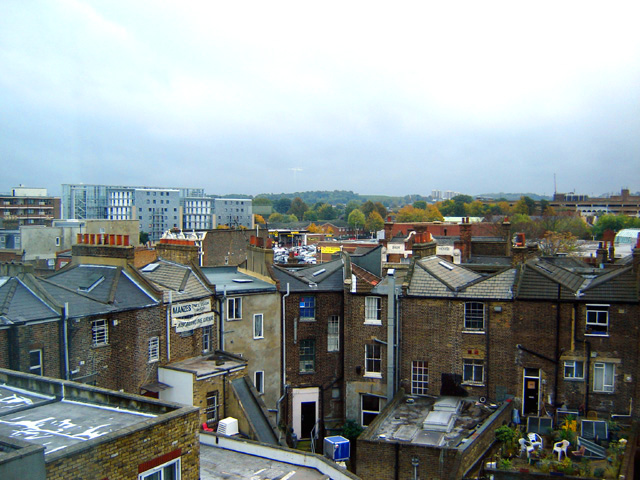
Peckham

Peckham är en stadsdel (district) i sydöstra London. Den är belägen i London Borough of Southwark. Stadsdelen hade 11 381 invånare (2001).